# والتر سيلفا (لاعب كرة قاعدة)
والتر سيلفا (بالإسبانية: Walter Silva)‏ هو لاعب كرة قاعدة مكسيكي، ولد في 4 يناير 1977 في مازاتلان في المكسيك.

## وصلات خارجية
- والتر سيلفا على موقع دوري كرة القاعدة الرئيسي (الإنجليزية)
- والتر سيلفا على موقعبيزبول رفرنس.كوم (الدوري الرئيسي) (الإنجليزية)
- والتر سيلفا على موقعبيزبول رفرنس.كوم (الدوري الثانوي) (الإنجليزية)
- والتر سيلفا على موقع إي إس بي إن.كوم (أم.أل.بي) (الإنجليزية)
- والتر سيلفا على موقع مشجعي الرسوم البيانية (الإنجليزية)